# Ikeja

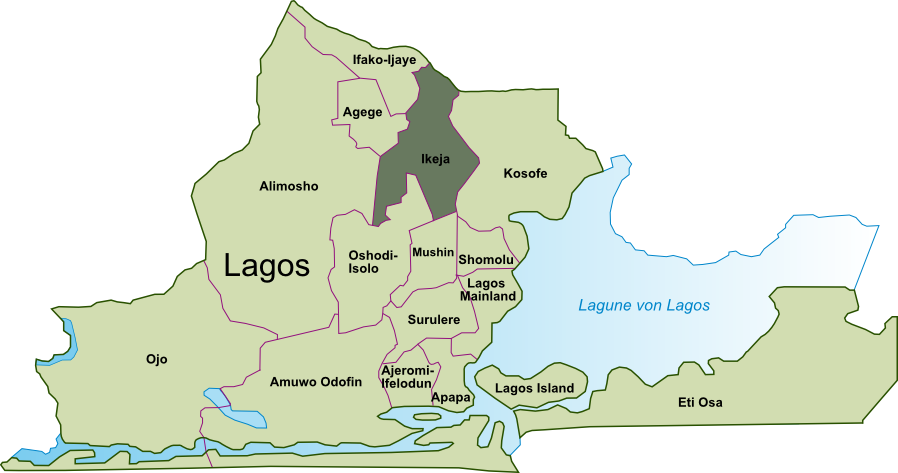
Karte des Stadtgebiets von Lagos, Ikeja hervorgehoben

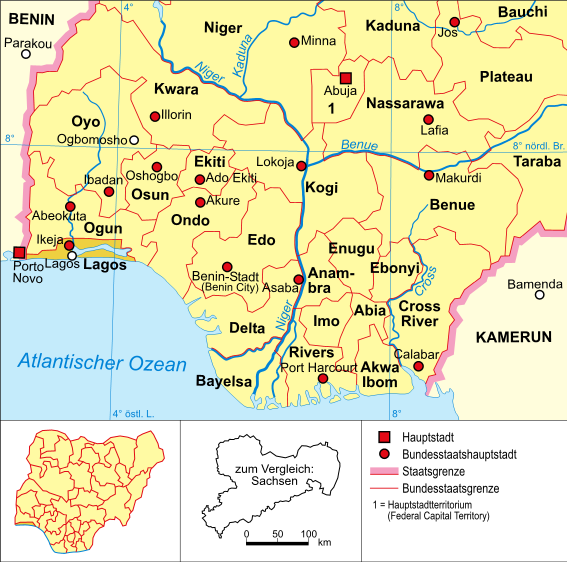
Ikeja im Bundesstaat Lagos

Ikeja ist die Hauptstadt und eine der 20 Local Government Areas des Bundesstaates Lagos in Nigeria und ist durch die ansässige Landesverwaltung, Fernsehstudios, pharmazeutische Betriebe, eine namhafte Brauerei und Fluggesellschaften geprägt.

## Lage, Bevölkerung
Ikeja ist 30 Kilometer nördlich von Lagos Island gelegen. Ikeja hat 317.614 Einwohner (Zählung 2006). Diese leben auf einer Fläche von 46,16 Quadratkilometern. Die Bevölkerungsdichte beträgt 6.881 Einwohner je Quadratkilometer.

## Geschichte
Im 15. Jahrhundert befand sich nahe der Stadt eine Siedlung des Volkes der Yoruba. 1472 wurde das Gebiet von portugiesischen Kaufleuten entdeckt und geriet 1861 unter britischen Einfluss. Seit 1960 ist Ikeja Teil des unabhängigen Staates Nigeria. 1975 löste es Lagos als Hauptstadt des 1967 geschaffenen Bundesstaates Lagos ab.
Am 27. Januar 2002 starben infolge mehrerer Explosionen auf einem Armeestützpunkt in der Stadt 700 Menschen. An den Gebäuden in der Umgebung des Stützpunktes, darunter viele Geschäfte und Wohnungen, entstand enormer Sachschaden. Ein Feuer von einem lokalen Markt hatte auf das Munitionslager der dortigen Kaserne des nigerianischen Heeres übergegriffen und die eingelagerte Munition zur Explosion gebracht.

## Verwaltungssitz
Ikeja ist der Verwaltungssitz des Bundesstaates Lagos mit Gebäuden des Gouverneurs und des Landesparlamentes.

## Wirtschaft

### Fernsehstudios
Ikeja beherbergt die wichtigsten Fernsehstudios von Nigeria, wie Channels TV und African Independent TV, sowie dazugehörige Werbeagenturen.

### Fluggesellschaften
Wegen der Nähe des Flughafens haben nigerianische Fluggesellschaften wie Arik Air, Dana Air und Air Peace ihren Sitz in Ikeja. Dazu kommen Unternehmen, die sich mit der Reinigung und Wartung der Flugzeuge befassen.

### „Computer Village“
Ikeja ist auch bekannt für Tausende von Elektronikhändlern, die ihre Waren und Dienste im sogenannten „Computer Village“ anbieten. Während die meisten Verkäufer die erwarteten Computer-Verkaufs- und Reparaturdienste anbieten, ist es auch möglich, Verkaufs- und Reparaturdienste für verschiedene Arten von Büroausstattung und elektronischen Geräten zu finden.
Bis 2019 hatten sich die kleinen Geschäfte im Computer Village zu mehrstöckigen Einkaufszentren entwickelt. Viele der einstöckigen Gebäude wurden zu größeren Gebäuden ausgebaut und beherbergen mehrere Geschäfte, die Mobiltelefone, Laptops, Drucker und andere elektronische Geräte vertreiben und reparieren. Fast alle großen nigerianischen Banken haben Filialen rund um den Markt.
Da der Markt planlos ist, hat sich sein Wachstum schwierig gestaltet, und einige Anwohner äußerten ihre Frustration über die Expansion des Marktes. Der Verkehr in der Gegend ist sehr dicht, und es ist fast unmöglich, einen Parkplatz zu finden. Darüber hinaus wurde die ohnehin schon unzuverlässige elektrische Infrastruktur durch den neuen Markt überlastet, der erhebliche Mengen an Strom benötigt, um potenziellen Kunden funktionierende Computerprodukte vorzuführen.

### Brauerei

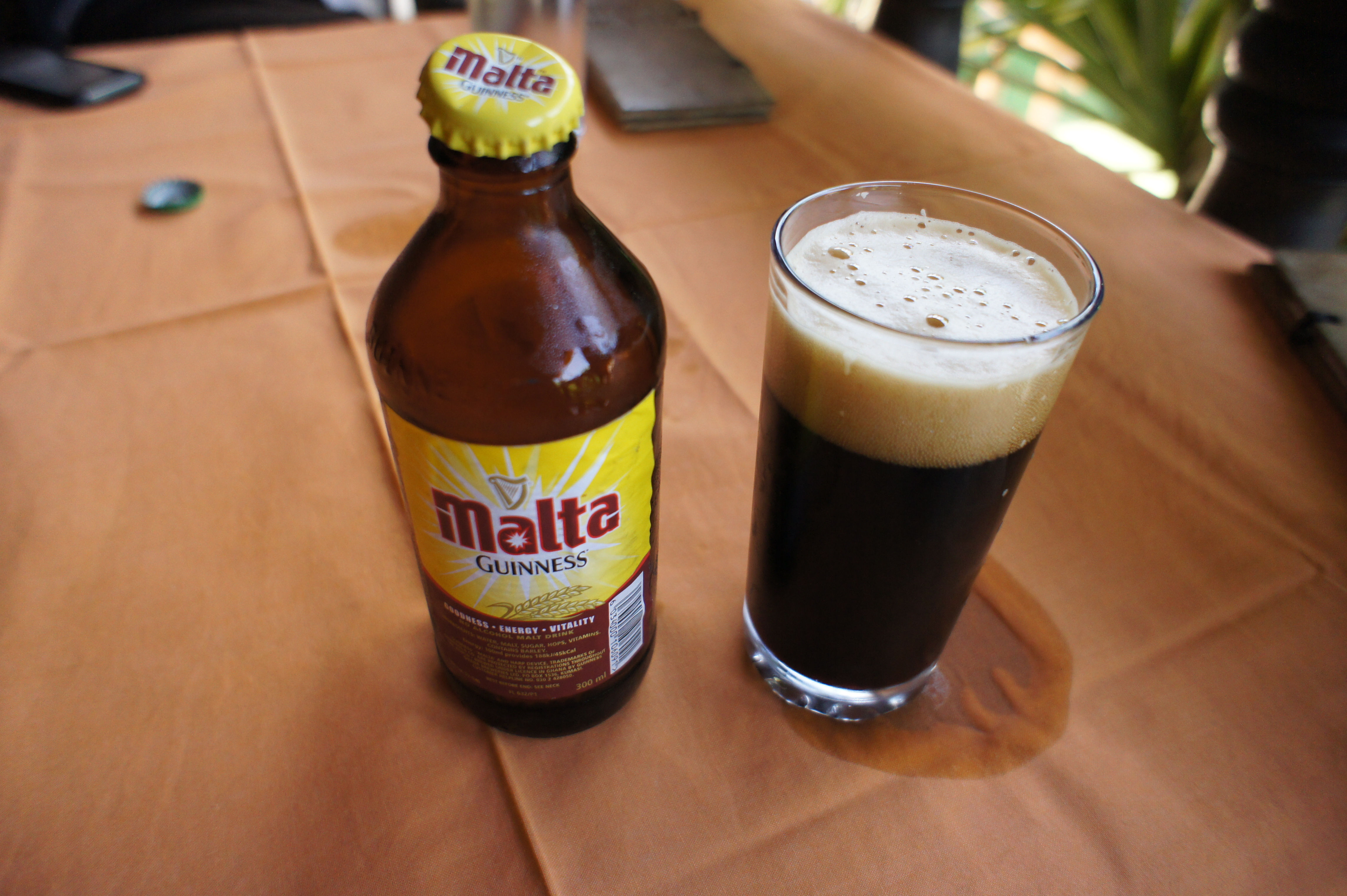
„Malzbasierter Softdrink“ aus Ikeja

Die Guinness-Brauerei produziert ihr bekanntes Bier im Ortsteil Ikeja. Offenbar trinkt der durchschnittliche Nigerianer größere Mengen dieses Getränks als der durchschnittliche Ire. Die Brauerei produziert auch alkoholfreies und auch halal Malzbier, das zum „Lagos' way of Life“ gehört.

### Pharmazeutische Industrie
Die pharmazeutische Industrie hat in Lagos ihren Hauptproduktionsstandort für Afrika und in Ikeja den für Lagos. Dazu gehört May & Baker, eine der drei größten Hersteller von Medikamenten. Es finden sich aber auch weitere, unter denen eine „Nigerian German Chemicals“ und eine „Switz Pharmaceutical“ namentlich auffallen.

## Tourismus

### Museen

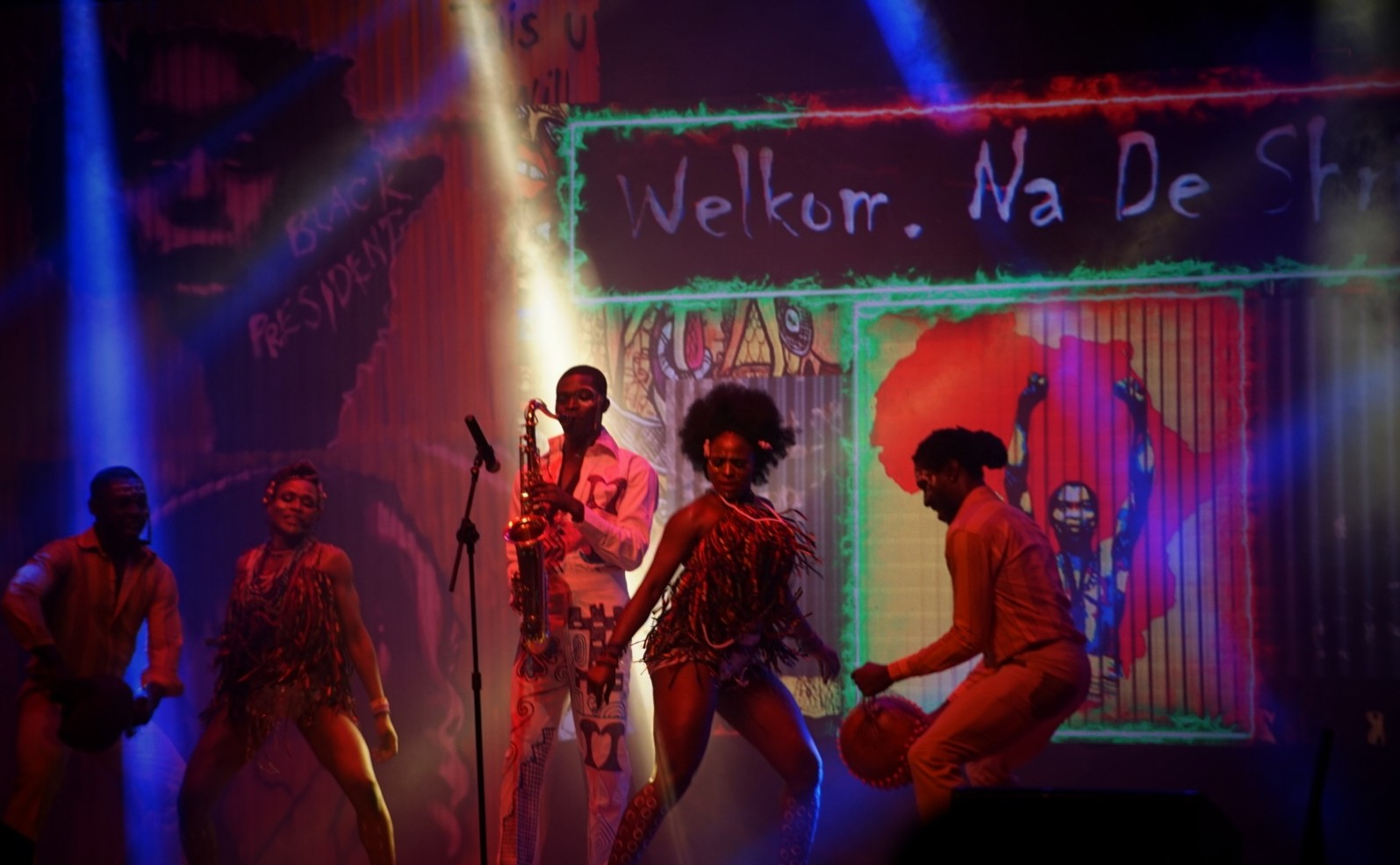
Kalakuta Museum

Das Kalakuta Museum erinnert an den inzwischen verstorbenen Musiker Fela Kuti, der für die Musikwelt Nigerias vermutlich eine vergleichbar prägende Rolle hatte wie Bob Marley für Jamaika. Das Gebäude war das zweite Zuhause für den Musiker in Lagos, nachdem im Februar 1977 Soldaten sein erstes Heim in Surulere niedergebrannt, weibliche Familienangehörige vergewaltigt und Kutis Mutter, eine angesehene Gewerkschaftsvorsitzende, so schwer verletzt hatten, dass sie daran starb. Kuti baute in Ikeja ein neues Haus, das aber nach seinem Tod verfiel und 2012 als Museum renoviert werden musste. Das Grab von Kuti befindet sich neben dem Museum. Im Inneren des Museums sind die Wände mit historischen Fotos, Postern, Gemälden, Wandmalereien, Plattencovern und Zeitungsausschnitten bedeckt. Einige von Felas Musikinstrumenten sind ausgestellt, darunter sein bunt bemaltes, unverkennbares Tenorsaxophon. Es ist möglich, einen Blick in Felas Schlafzimmer zu werfen, das so erhalten ist, wie er es verlassen hat. Felas Schuhe und Hemden sind reihenweise ausgestellt, ebenso wie Bühnenanzüge, der Pelzmantel, mit dem er auf Tourneen durch Europa und die USA ging. Es gibt ein Dachcafé, und Besucher können in einem von mehreren klimatisierten Zimmern mit eigenem Bad übernachten.

### Parks und Plätze

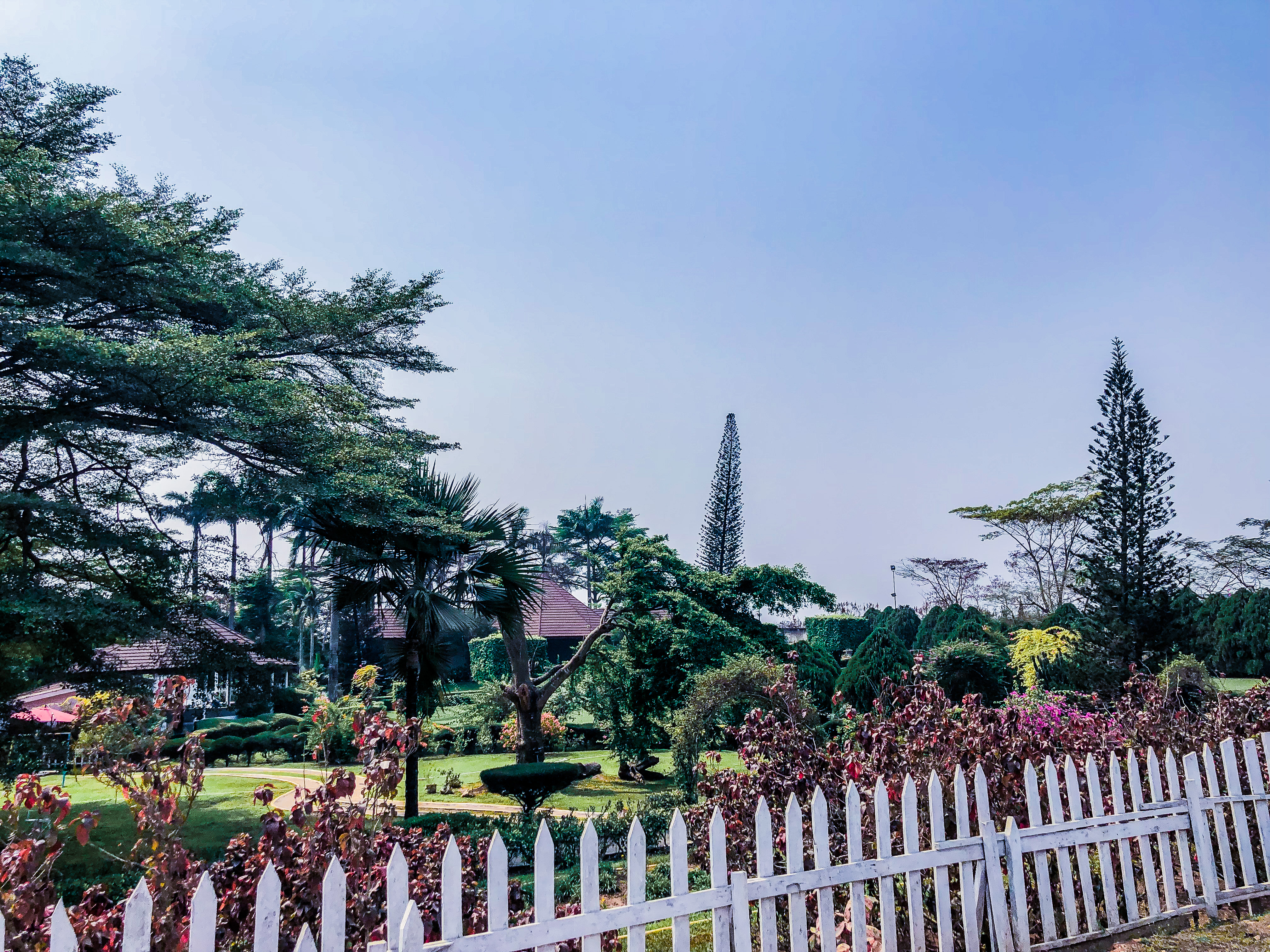
Der Jhalobia Recreation Park

Der Jhalobia Recreation Park and Gardens gehört einer gewissen Frau Veronica Adepoju und ihren zwei Töchtern – drei ausgebildeten Landschaftsdesignerinnen, die auf einem knappen Hektar alles zeigen, was ihre Kunst so zu bieten hat. Der Ort ist sehr fotogen und wird darum regelmäßig für Hochzeiten und andere Festlichkeiten gebucht. Zwischen solchen Veranstaltungen wird Jhalobia als Insel der Ruhe mitten in der hektischen Betriebsamkeit von Lagos gepriesen.

### Musikkneipe

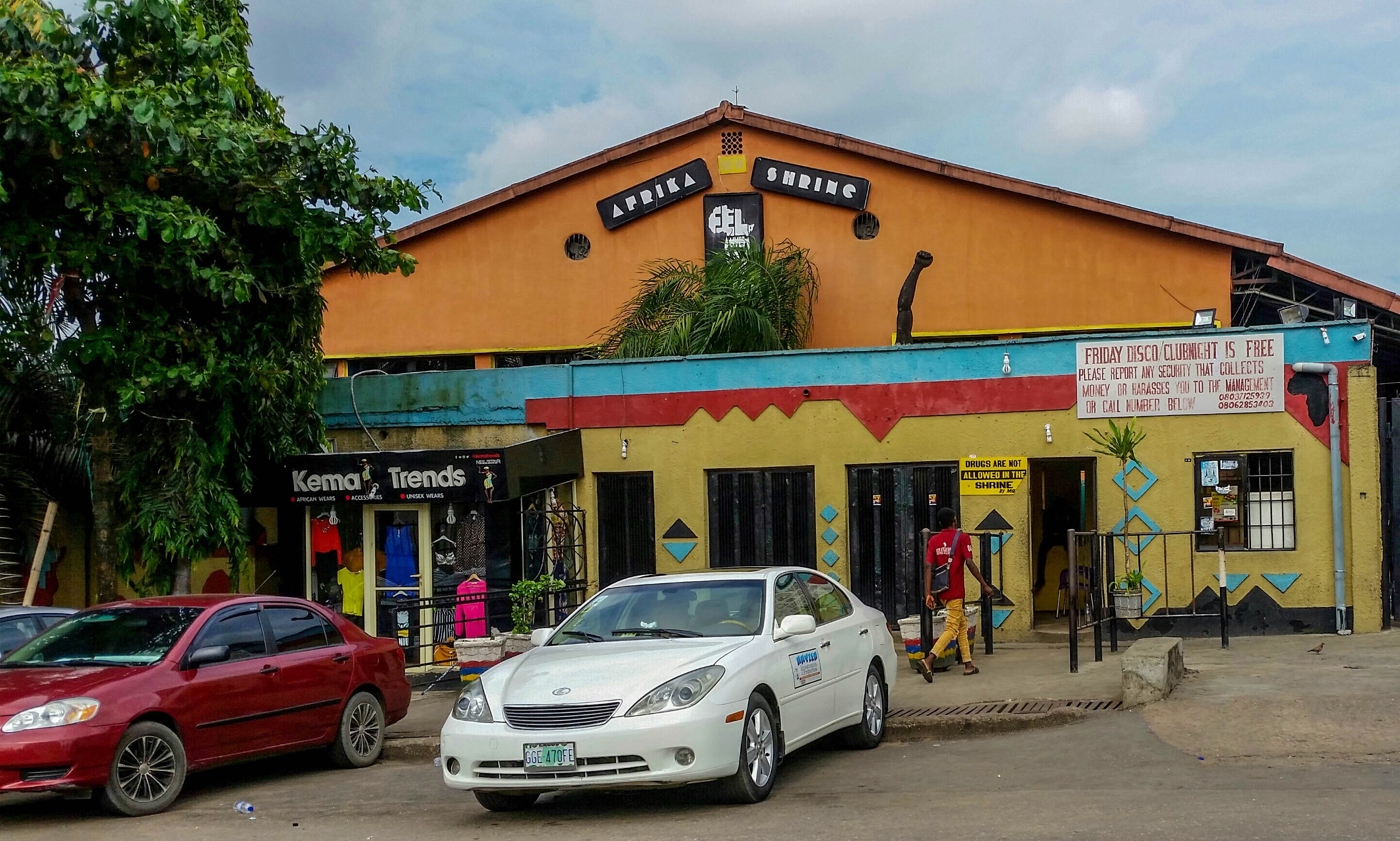
Der New Afrika Shrine

Der New Afrika Shrine in Ikeja ist, anders als der Name vermuten lässt, kein Schrein, sondern eine Musikkneipe, die von den Nachfahren Fela Kutis geführt wird. Ihren besonderen Charme entfaltet sie, wenn Live-Musik spielt; außerdem ist sie der einzige Ort in Lagos, an dem man legal einen Joint rauchen darf. Der Afrika Shrine war Felas zweites Zuhause bis wenige Wochen vor seinem Tod im Jahr 1997, danach wurde er baufällig. Der im Jahr 2000 eröffnete New Afrika Shrine wurde von seiner Familie unter der Leitung seiner ältesten Tochter Yeni und seines ältesten Sohnes Femi errichtet. Ihr Hauptanliegen war und ist es, den Beitrag, den Fela und das Heiligtum für die örtliche Gemeinschaft und die allgemeine Entwicklung des postkolonialen Afrika geleistet haben, zu würdigen und zu erhalten. Da der ursprüngliche Afrika Shrine nicht wiedereröffnet werden konnte, weil er auf einem nur für die Dauer von Felas Leben gepachteten Grundstück stand, baute die Familie einen neuen Schrein. Sie investierte einen erheblichen Teil der Einnahmen aus der Lizenzierung von Felas Backkatalog in das Projekt. Die meisten Veranstaltungen im New Afrika Shrine sind kostenlos, die Türen stehen rund um die Uhr offen, und jeder – ob Einheimischer oder Besucher aus dem Ausland, ob arm oder reich, ob schwarz oder weiß – wird hier gleichermaßen herzlich empfangen, oft auch von Yeni selbst, wenn sie in der Stadt ist. Femi tritt mit seiner Band The Positive Force jeden Donnerstag und Sonntag auf, wenn er nicht gerade auf Tournee ist. Sein jüngerer Bruder Seun tritt mit Egypt 80 jeden letzten Samstag im Monat auf, außer wenn er auf Tournee ist. Freitags gibt es eine beliebte Disco-Nacht. Der neue Club ist viermal so groß wie das ursprüngliche Shrine und bietet Platz für zweieinhalbtausend Menschen. Die Gemeinkosten werden durch den Verkauf von Speisen, Getränken und Waren gedeckt – aber niemand wird zum Kauf gedrängt. Wenn Eintritt verlangt wird, beträgt dieser in der Regel 500 Naira, etwas mehr als einen US-Dollar. Der Club verfügt über eine kleine Bibliothek, Billardtische und Chill-out-Bereiche und organisiert Bildungs- und Outreach-Aktivitäten.

## Verkehr
An Ikeja grenzt der „Murtala Mohammed International Airport“.

## Bildungsstätten
Das „Lagos State University Teaching Hospital“ hat seinen Sitz in Ikeja.

## Klima
|                       | Jan  | Feb  | Mär  | Apr  | Mai  | Jun  | Jul  | Aug  | Sep  | Okt  | Nov  | Dez  |   |      |
| Mittl. Tagesmax. (°C) | 31,7 | 32,9 | 32,9 | 32,1 | 31,1 | 29,0 | 27,6 | 27,7 | 28,5 | 29,7 | 31,2 | 31,8 | ⌀ | 30,5 |
| Mittl. Tagesmin. (°C) | 21,8 | 22,8 | 23,1 | 22,9 | 22,6 | 22,3 | 21,6 | 21,3 | 21,6 | 21,7 | 22,2 | 22,0 | ⌀ | 22,2 |
|                       |      |      |      |      |      |      |      |      |      |      |      |      |   |      |
| Niederschlag (mm)     | 24   | 45   | 89   | 146  | 215  | 334  | 238  | 87   | 177  | 171  | 66   | 23   | Σ | 1615 |
|                       |      |      |      |      |      |      |      |      |      |      |      |      |   |      |
| Sonnenstunden (h/d)   | 5,3  | 6,0  | 5,6  | 6,0  | 5,7  | 3,8  | 3,2  | 3,5  | 3,8  | 5,4  | 6,2  | 6,2  | ⌀ | 5,1  |
|                       |      |      |      |      |      |      |      |      |      |      |      |      |   |      |
| Regentage (d)         | 2    | 3    | 6    | 9    | 12   | 17   | 14   | 10   | 12   | 12   | 6    | 1    | Σ | 104  |
|                       |      |      |      |      |      |      |      |      |      |      |      |      |   |      |
| Wassertemperatur (°C) | 27   | 27   | 28   | 28   | 28   | 27   | 25   | 24   | 25   | 26   | 27   | 27   | ⌀ | 26,6 |
|                       |      |      |      |      |      |      |      |      |      |      |      |      |   |      |
| Luftfeuchtigkeit (%)  | 81   | 79   | 76   | 82   | 84   | 87   | 87   | 85   | 86   | 87   | 84   | 82   | ⌀ | 83,4 |

| 21,8 |

| 22,8 |

| 23,1 |

| 22,9 |

| 22,6 |

| 22,3 |

| 21,6 |

| 21,3 |

| 21,6 |

| 21,7 |

| 22,2 |

| 22,0 |

| 21,8 |

| 22,8 |

| 23,1 |

| 22,9 |

| 22,6 |

| 22,3 |

| 21,6 |

| 21,3 |

| 21,6 |

| 21,7 |

| 22,2 |

| 22,0 |